# Energetyka Boruta
PGE GiEK S.A. Oddział Elektrociepłownia Zgierz (do 2010 r. - Energetyka Boruta) – elektrociepłownia znajdująca się w Zgierzu w województwie łódzkim. Jest spadkobiercą i kontynuatorem uruchomionej ponad 50 lat temu elektrociepłowni przemysłowej Zakładów Przemysłu Barwników "Boruta".

## Historia
Elektrociepłownia powstała jako elektrociepłownia zakładowa w ramach organizacyjnych fabryki barwników w Zgierzu. Od maja 1998 działała jako samodzielny podmiot gospodarczy wyodrębniony ze struktur zakładowych. W 2010 roku po procesie konsolidacji Grupy Kapitałowej PGE przemianowana na PGE GiEK S.A. Oddział Elektrociepłownia Zgierz i funkcjonuje w ramach tego koncernu.

## Dane techniczne
Elektrociepłownia jest jednostką kogeneracyjną, w skład której wchodzą urządzenia:
- kocioł k1 typu OP-130 o mocy 91 MW,
- kocioł fluidalno-pyłowy K3 typu OF-100(zmodyfikowany OP-140) z hybrydowym układem spalania(HUS) o mocy 69 MW,
- kocioł k4 typu OR-32 o mocy 25 MW,
- turbozespół TG1 z turbiną parową przeciwprężną LANG o mocy zainstalowanej 16,7 MWe,
- turbozespół TG2 z nową turbiną upustowo-kondensacyjną o mocy zainstalowanej 22,4 MWe.

W elektrociepłowni zabudowane są dwie stacje redukcyjno-schładzające pary: jedna na parametr pary 9/0,6 MPa, 510/195°C i wydajności 100 Mg/h, druga na parametry pary 9/0,6 MPa, 510/190°C i wydajności 40 Mg/h. Układ technologiczny elektrociepłowni uzupełniają dwa kotły szczytowo-rezerwowe, gazowo-olejowe: kocioł wodny wysokotemperaturowy typu UT-M64 firmy Loos o mocy 18 MW oraz kocioł parowy SHPD 35000 firmy Viessmann o mocy 24 MW zasilane gazem ziemny oraz olejem opałowym lekkim.
Elektrociepłownia posiada koncesje na wytwarzanie energii elektrycznej, przesyłanie i dystrybucję energii elektrycznej, obrót energią elektryczną, wytwarzanie ciepła oraz przesyłanie i dystrybucję ciepła.